# IBot (Elektrorollstuhl)

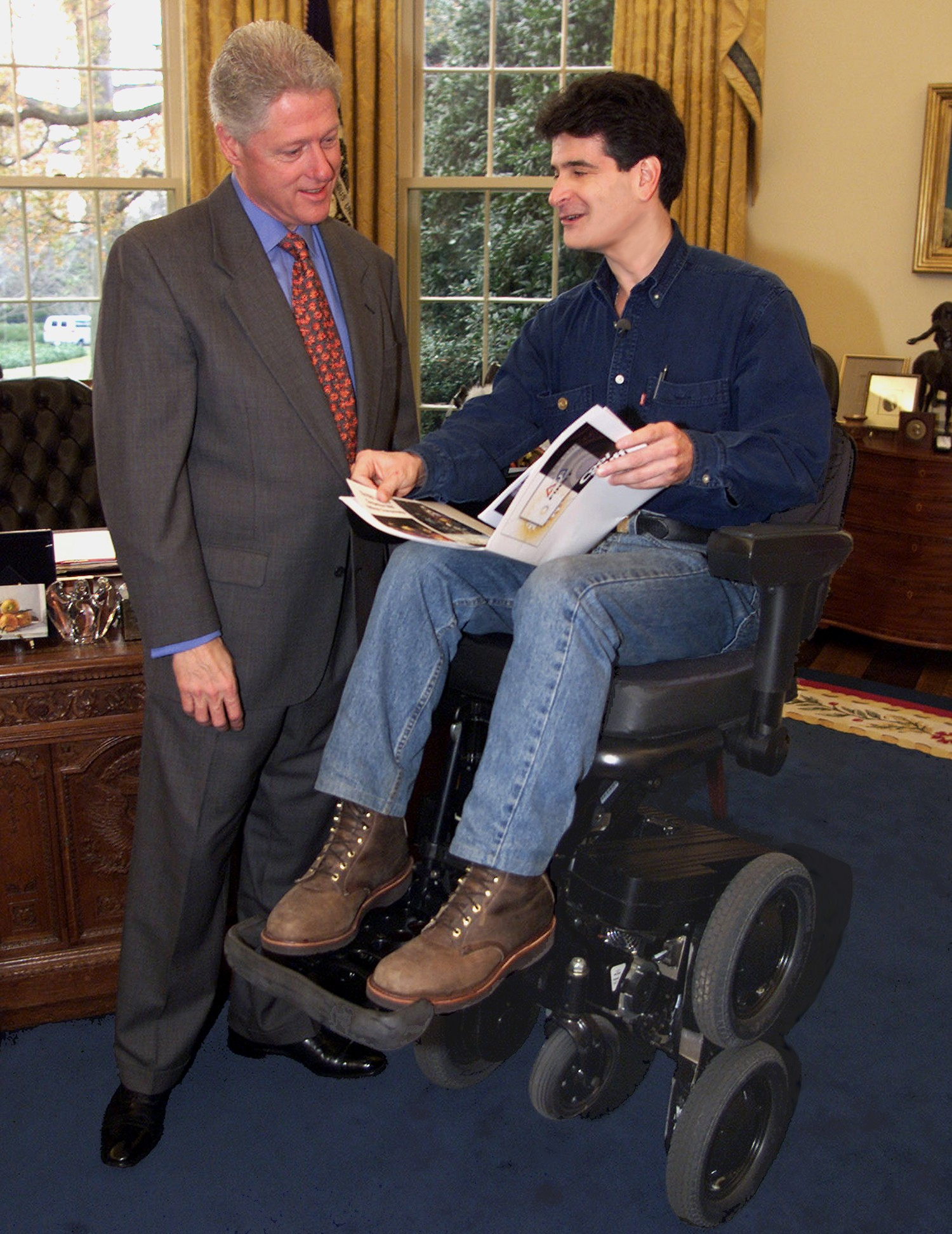
Dean Kamen auf dem iBot im Weißen Haus bei Präsident Bill Clinton

Der iBot ist ein Elektrorollstuhl, der nach dem Prinzip der dynamischen Stabilisierung arbeitet, das von Dean Kamen entwickelt wurde.
Der iBot kann mit Hilfe der dynamischen Stabilisierung Treppen überwinden und seinen Benutzer auf Augenhöhe mit einem stehenden Gesprächspartner anheben. Er wurde 2001–2009 in den USA vertrieben, wegen schlechter Absatzzahlen dann aber vom Markt genommen. Im Jahr 2016 kündigte Kamen an, eine neue Generation des Elektrorollstuhls in Zusammenarbeit mit Toyota zu entwickeln. Dieser neue iBOT kam 2019 auf den Markt. Er wird in den USA über Mobius Mobility vertrieben, in Europa über die niederländische Firma 2Kerr Mobility, in Deutschland über die Firma NHD Neue Hilfsmittel Deutschland.

## Eigenschaften
- Er kann wie ein normaler Elektrorollstuhl gefahren werden.
- Er hat zuschaltbaren 4×4-Rad-Antrieb, der ihn auch etwas geländefähig macht. Er kann in Sand, Kies, auf Kopfsteinpflaster oder in bis zu 3" (knapp 8 cm) tiefem Wasser gefahren werden.
- Er kann Hindernisse wie z. B. eine Bordsteinkante mit einer Höhe von bis zu 12,7 cm überqueren.
- Im Treppenmodus kann man Treppensteigen, entweder selbständig allein oder mit einer Hilfsperson.
- Er besitzt eine Fernsteuerung, mit welcher er über eine Rollstuhlrampe in ein Fahrzeug oder, falls er gerade unbesetzt ist, aus dem Bewegungsfeld anderer Personen befördert werden kann.
- Er lässt sich in den „Gleichgewichtsmodus“ versetzen, wobei er wie ein Segway PT auf zwei Rädern fährt. Dabei ist der iBot-Benutzer auch auf Augenhöhe mit einem Gesprächspartner und kann hochliegende Regale oder Schränke erreichen.